# Šljivovik (gmina Svrljig)
Šljivovik (cyr. Шљивовик) – wieś w Serbii, w okręgu niszawskim, w gminie Svrljig. W 2011 roku liczyła 13 mieszkańców.